# Robert Servín
Rober Antonio Servín (Cecilio Báez, Departamento de Caaguazú, Paraguay, 18 de julio de 1984) es un futbolista paraguayo. Juega como defensa central. Actualmente juega en el Sportivo Trinidense de la División Intermedia de Paraguay.

## Trayectoria

### Sportivo Luqueño
Servín debutó en Sportivo Luqueño el año 2006. Ganó el Torneo Apertura 2007 compartiendo la defensa con Pablo Aguilar. Jugó la Copa Libertadores 2008 cumpliendo una destacada actuación. Lográndole anotar a Audax Italiano en la victoria de Luqueño en Chile por 2-1.
Luego de su buena Copa Libertadores, fichó por Club Cerro Porteño. En Cerro, no tuvo gozó de muchas oportunidades, pero tuvo como compañeros ilustres a Marcelo Estigarribia y Diego Barreto. Se rumoreó y aseguró su fichaje al Atlante de México, finalmente no se dio el fichaje.
En el 2013 llega a Everton de Villa del Mar, lamentablemente sufrió una rotura de ligamentos y meniscos, que lo dejó 6 meses fuera de la cancha.
A mediados del 2015 luego de su paso por Coquimbo Unido, firma por Deportivo Santaní, club en el cual fue capitán y descendió de categoría.
En el 2016 jugó por Sol de América jugando al lado de Sebastián Abreu.
En 2017 jugó la Copa Sudamericana con Club Nacional. Llegó hasta cuartos de final siendo eliminados por Club Atlético Independiente. Pero logró eliminar a Cruzeiro, Olimpia y Estudiantes de la Plata.
En 2018 llegó a Comerciantes Unidos por pedido de su compatriota Rolando Chilavert, quien lo dirigió en Sportivo Luqueño. Además jugará con su compatriota Jeremías Bogado. A final de temporada desciende con el club cutervino, siendo una de las contrataciones más decepcionantes del torneo local.

## Clubes
| Club                | País     | Año           |
| ------------------- | -------- | ------------- |
| Sportivo Luqueño    | Paraguay | 2006-2008     |
| Cerro Porteño       | Paraguay | 2008          |
| Sportivo Luqueño    | Paraguay | 2009          |
| FC Sion             | Suiza    | 2009          |
| Sportivo Luqueño    | Paraguay | 2009-2012     |
| Everton             | Chile    | 2013          |
| 12 de Octubre       | Paraguay | 2014          |
| Coquimbo Unido      | Chile    | 2015          |
| Santaní             | Paraguay | 2015          |
| Sol de América      | Paraguay | 2016          |
| Nacional            | Paraguay | 2016-2017     |
| Comerciantes Unidos | Perú     | 2018          |
| Sportivo Trinidense | Paraguay | 2019-presente |